# Arne Andersson (Leichtathlet)

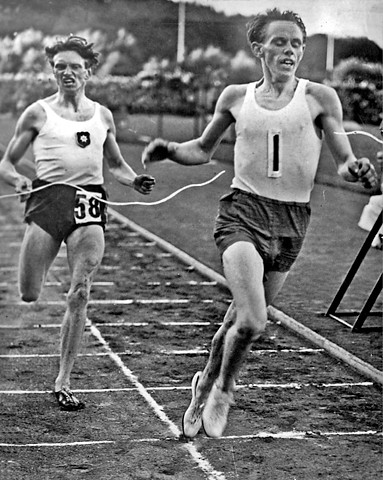
Arne Andersson (links), hinter Gunder Hägg.

Arne Andersson (* 27. Oktober 1917 in Trollhättan, Västergötland; † 1. April 2009 in Vänersborg) war ein schwedischer Leichtathlet, der von Mitte der 1930er bis Mitte der 1940er Jahre über die Mittelstrecke erfolgreich war. Er lief vier Weltrekorde. 
Arne Andersson startete für Örgryte IS, später für SoIK Hellas. Von Beruf war er Lehrer. Im Jahr 1945 wurde er wegen Verstoßes gegen die Amateurparagraphen lebenslang gesperrt. 

## Leistungen
- Gewinn zweier Landesmeisterschaften über 1500 m (1942 in 3:50,4 und 1943 in 3:49,6 Min.)
- 1939 war er der erste Schwede, der die 1500 m unter 3:50 Min. lief: Am 28. Juli verbesserte er den 5 Jahre alten Landesrekord von Eric Ny auf 3:48,8 Min.
- Am 17. August 1943 in Göteborg drückte er seine Bestmarke auf 3:45,0 Min. und verbesserte den bisherigen Weltrekord seines Landsmannes Gunder Hägg um 8 Zehntel. Für diese Leistung wurde er mit der Svenska-Dagbladet-Goldmedaille geehrt.
- Darüber hinaus lief Andersson drei Weltrekorde über 1 Meile:
  - 4:06,2 Min. am 10. Juli 1942 in Stockholm
  - 4:02,6 Min. am 1. Juli 1943 in Göteborg
  - 4:01,6 Min. am 18. Juli 1943 in Malmö